# روبرت باري كاتلر
روبرت باري كاتلر هو سياسي كندي، ولد في 11 أغسطس 1810 في واستمورلند في المملكة المتحدة، وتوفي في 3 أبريل 1882 في كابه بيله في كندا. نشط حزبياً في الحزب الليبرالي الكندي. وقد انتخب عضو الجمعية التشريعية لنيو برونزويك ‏ وانتخب عضو مجلس العموم الكندي.